# Sept-Meules
Sept-Meules är en kommun i departementet Seine-Maritime i regionen Normandie i norra Frankrike. Kommunen ligger i kantonen Eu som tillhör arrondissementet Dieppe. År 2022 hade Sept-Meules 173 invånare.

## Befolkningsutveckling
Antalet invånare i kommunen Sept-Meules
| Referens: INSEE |